# Vuelta a Andalucía 2005
La Vuelta a Andalucía 2005, cinquantunesima edizione della corsa valevole come prova del circuito UCI Europe Tour 2005 categoria 2.1, si svolse in 5 tappe dal 16 al 17 febbraio 2005 per un percorso totale di 795,4 km, con partenza da Benalmádena ed arrivo a Chiclana de la Frontera. Fu vinta dallo spagnolo Francisco Cabello del team Comunidad Valenciana-Elche, che si impose in 20 ore 33 minuti e 25 secondi, alla media di 38,69 km/h.
Al traguardo di Chiclana de la Frontera 99 ciclisti conclusero la vuelta.

## Tappe
| Tappa  | Data        | Percorso                           | km    | Vincitore di tappa    | Leader cl. generale   |
| ------ | ----------- | ---------------------------------- | ----- | --------------------- | --------------------- |
| 1ª     | 13 febbraio | Benalmádena > Comares              | 150,5 | Carlos García Quesada | Carlos García Quesada |
| 2ª     | 14 febbraio | Antequera > La Zubia               | 165,7 | Serge Baguet          | Carlos García Quesada |
| 3ª     | 15 febbraio | Vegas del Genil > Jaén             | 163,8 | Serge Baguet          | Francisco Cabello     |
| 4ª     | 16 febbraio | La Guardia de Jaén > Cordova       | 161,6 | Alessandro Petacchi   | Francisco Cabello     |
| 5ª     | 17 febbraio | Siviglia > Chiclana de la Frontera | 153,8 | Alessandro Petacchi   | Francisco Cabello     |
| Totale | Totale      | Totale                             | 795,4 |                       |                       |

## Squadre e corridori partecipanti
| N.    | Cod. | Squadra                     |
| ----- | ---- | --------------------------- |
| 1-7   | SDV  | Saunier Duval-Prodir        |
| 11-17 | DVL  | Davitamon-Lotto             |
| 21-27 | TMO  | T-Mobile Team               |
| 31-37 | RAB  | Rabobank                    |
| 41-47 | JAC  | Chocolade Jacques-T Interim |
| 51-57 | QST  | Quick Step-Innergetic       |
| 61-67 | MRB  | Mr Bookmaker.com-SportsTech |
| 71-77 | EUS  | Euskaltel-Euskadi           |

| N.      | Cod. | Squadra                        |
| ------- | ---- | ------------------------------ |
| 81-87   | REL  | Relax-Fuenlabrada              |
| 91-97   | DSC  | Discovery Channel              |
| 101-107 | IBA  | Illes Balears-Caisse d'Epargne |
| 111-117 | ECV  | Comunidad Valenciana           |
| 121-127 | FAS  | Fassa Bortolo                  |
| 131-137 | APV  | Andalucía-Paul Versan          |
| 141-147 | KAI  | Kaiku                          |

## Dettagli delle tappe

### 1ª tappa
- 13 febbraio: Benalmádena > Comares – 150,5 km

Risultati
| Pos. | Corridore             | Squadra        | Tempo    |
| ---- | --------------------- | -------------- | -------- |
| 1    | Carlos García Quesada | Comunidad Val. | 4h05'50" |
| 2    | Francisco Cabello     | Comunidad Val. | a 26"    |
| 3    | Johan Vansummeren     | Davitamon      | a 40"    |

| Pos. | Corridore             | Squadra        | Tempo    |
| ---- | --------------------- | -------------- | -------- |
| 1    | Carlos García Quesada | Comunidad Val. | 4h05'50" |
| 2    | Francisco Cabello     | Comunidad Val. | a 26"    |
| 3    | Johan Vansummeren     | Davitamon      | a 40"    |

### 2ª tappa
- 14 febbraio: Antequera > La Zubia – 165,7 km

Risultati
| Pos. | Corridore         | Squadra       | Tempo    |
| ---- | ----------------- | ------------- | -------- |
| 1    | Serge Baguet      | Davitamon     | 4h27'16" |
| 2    | Leonardo Piepoli  | Saunier Duval | a 1"     |
| 3    | Johan Vansummeren | Davitamon     | a 3"     |

| Pos. | Corridore             | Squadra        | Tempo    |
| ---- | --------------------- | -------------- | -------- |
| 1    | Carlos García Quesada | Comunidad Val. | 8h33'13" |
| 2    | Johan Vansummeren     | Davitamon      | a 36"    |
| 3    | Francisco Cabello     | Comunidad Val. | a 1'25"  |

### 3ª tappa
- 15 febbraio: Vegas del Genil > Jaén – 163,8 km

Risultati
| Pos. | Corridore       | Squadra       | Tempo    |
| ---- | --------------- | ------------- | -------- |
| 1    | Serge Baguet    | Davitamon     | 4h25'47" |
| 2    | Stephan Schreck | T-Mobile Team | s.t.     |
| 3    | Vicente Reynés  | Illes Balears | s.t.     |

| Pos. | Corridore          | Squadra        | Tempo     |
| ---- | ------------------ | -------------- | --------- |
| 1    | Francisco Cabello  | Comunidad Val. | 12h11'02" |
| 2    | Daniel Moreno      | Relax-Fuenlab. | s.t.      |
| 3    | José Luis Martínez | Comunidad Val. | a 7"      |

### 4ª tappa
- 16 febbraio: La Guardia de Jaén > Cordova – 161,6 km

Risultati
| Pos. | Corridore           | Squadra       | Tempo    |
| ---- | ------------------- | ------------- | -------- |
| 1    | Alessandro Petacchi | Fassa Bortolo | 3h38'31" |
| 2    | Max van Heeswijk    | Discovery     | s.t.     |
| 3    | Tom Boonen          | Quick Step    | s.t.     |

| Pos. | Corridore          | Squadra        | Tempo     |
| ---- | ------------------ | -------------- | --------- |
| 1    | Francisco Cabello  | Comunidad Val. | 16h39'00" |
| 2    | Daniel Moreno      | Relax-Fuenlab. | a 1'30"   |
| 3    | José Luis Martínez | Comunidad Val. | a 2'36"   |

### 5ª tappa
- 17 febbraio: Siviglia > Chiclana de la Frontera – 153,8 km

Risultati
| Pos. | Corridore           | Squadra       | Tempo    |
| ---- | ------------------- | ------------- | -------- |
| 1    | Alessandro Petacchi | Fassa Bortolo | 3h54'25" |
| 2    | Óscar Freire        | Rabobank      | s.t.     |
| 3    | Max van Heeswijk    | Discovery     | s.t.     |

| Pos. | Corridore          | Squadra        | Tempo     |
| ---- | ------------------ | -------------- | --------- |
| 1    | Francisco Cabello  | Comunidad Val. | 20h33'25" |
| 2    | Daniel Moreno      | Relax-Fuenlab. | a 1'30"   |
| 3    | José Luis Martínez | Comunidad Val. | a 2'36"   |

## Evoluzione delle classifiche
| Tappa              | Vincitore             | Classifica generale   | Classifica scalatori | Classifica a punti    | Classifica traguardi volanti | Classifica combinata  | Classifica spagnoli   | Classifica a squadre |
| ------------------ | --------------------- | --------------------- | -------------------- | --------------------- | ---------------------------- | --------------------- | --------------------- | -------------------- |
| 1ª                 | Carlos García Quesada | Carlos García Quesada | Francisco Cabello    | Carlos García Quesada | Camille Bouquet              | Carlos García Quesada | Carlos García Quesada | Comunidad Valenciana |
| 2ª                 | Serge Baguet          | Carlos García Quesada | Francisco Cabello    | Carlos García Quesada | Servais Knaven               | Carlos García Quesada | Carlos García Quesada | Comunidad Valenciana |
| 3ª                 | Serge Baguet          | Francisco Cabello     | Juan Manuel Gárate   | Serge Baguet          | Juan Manuel Gárate           | Francisco Cabello     | Francisco Cabello     | Discovery Channel    |
| 4ª                 | Alessandro Petacchi   | Francisco Cabello     | Juan Manuel Gárate   | Serge Baguet          | Juan Manuel Gárate           | Francisco Cabello     | Francisco Cabello     | Discovery Channel    |
| 5ª                 | Alessandro Petacchi   | Francisco Cabello     | Juan Manuel Gárate   | Serge Baguet          | Juan Manuel Gárate           | Francisco Cabello     | Francisco Cabello     | Discovery Channel    |
| Classifiche finali | Classifiche finali    | Francisco Cabello     | Juan Manuel Gárate   | Serge Baguet          | Juan Manuel Gárate           | Francisco Cabello     | Francisco Cabello     | Discovery Channel    |

## Classifiche finali

### Classifica generale
| Pos. | Corridore          | Squadra        | Tempo     |
| ---- | ------------------ | -------------- | --------- |
| 1    | Francisco Cabello  | Comunidad Val. | 20h33'25" |
| 2    | Daniel Moreno      | Relax-Fuenlab. | a 1'30"   |
| 3    | José Luis Martínez | Comunidad Val. | a 2'36"   |
| 4    | Vicente Reynés     | Illes Balears  | a 2'45"   |
| 5    | Juan Manuel Gárate | Saunier Duval  | a 3'00"   |
| 6    | Manuel Beltrán     | Discovery      | a 3'16"   |
| 7    | David Cañada       | Saunier Duval  | a 3'33"   |
| 8    | Ezequiel Mosquera  | Kaiku          | a 4'01"   |
| 9    | Ángel Castresana   | Mr Bookmaker   | a 4'23"   |
| 10   | Jon Bru            | Kaiku          | a 4'37"   |

### Classifica a punti
| Pos. | Corridore             | Squadra         | Punti |
| ---- | --------------------- | --------------- | ----- |
| 1    | Serge Baguet          | Davitamon       | 56    |
| 2    | Carlos García Quesada | Comunidad Val.  | 39    |
| 3    | Vicente Reynés        | Illes Balears   | 34    |
| 4    | Johan Vansummeren     | Davitamon-Lotto | 32    |
| 5    | Alessandro Petacchi   | Fassa Bortolo   | 25    |

### Classifica scalatori
| Pos. | Corridore             | Squadra        | Punti |
| ---- | --------------------- | -------------- | ----- |
| 1    | Juan Manuel Gárate    | Saunier Duval  | 25    |
| 2    | Francisco Cabello     | Comunidad Val. | 15    |
| 3    | Joaquim Rodríguez     | Saunier Duval  | 14    |
| 4    | Ángel Castresana      | Mr Bookmaker   | 13    |
| 5    | Carlos García Quesada | Comunidad Val. | 11    |

### Classifica traguardi volanti
| Pos. | Corridore          | Squadra       | Tempo |
| ---- | ------------------ | ------------- | ----- |
| 1    | Juan Manuel Gárate | Saunier Duval | 9     |
| 2    | Stijn Devolder     | Discovery     | 5     |
| 3    | Johan Vansummeren  | Davitamon     | 5     |
| 4    | Wim Vansevenant    | Davitamon     | 5     |
| 5    | Javier Ruíz        | Kaiku         | 5     |

### Classifica a squadre
| Pos. | Squadra                            | Tempo     |
| ---- | ---------------------------------- | --------- |
| 1    | Discovery Channel Pro Cycling Team | 61h49'02" |
| 2    | Kaiku                              | a 2'13"   |
| 3    | Davitamon-Lotto                    | a 7'12"   |
| 4    | Comunidad Valenciana-Elche         | a 21'38"  |
| 5    | Saunier Duval-Prodir               | a 27'49"  |